# Enfield State Park

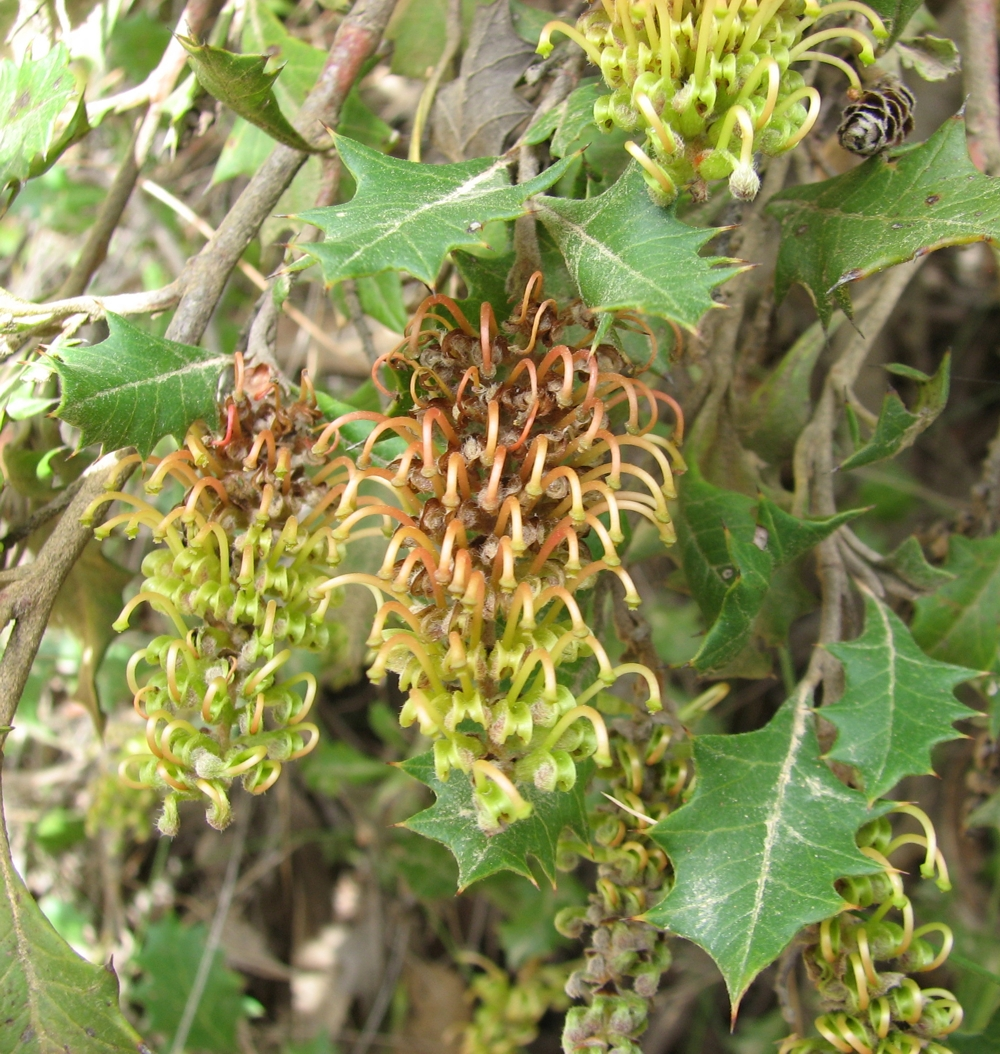
Grevillea bedggoodiana (Enfield State Park, Victoria, Australia)

El State Park Enfield es un parque estatal de 4400 hectáreas que se encuentra cerca de la localidad de Enfield, a unos 25 kilómetros al sur de Ballarat, en Victoria, Australia. El parque contiene una gran diversidad de flora y fauna, algunas de las cuales son significativas, y también una amplia evidencia de las actividades mineras y forestales que se realizaron en toda la zona desde finales de la década de 1850 a la década de 1960. Fue inaugurado en 1995.